# New California (Ohio)
New Califórnia é um lugar designado pelo censo localizado no condado de Union no estado estadounidense de Ohio. No Censo de 2010 tinha uma população de 1.411 habitantes e uma densidade populacional de 259,8 pessoas por km².

## Geografia
New Califórnia encontra-se localizado nas coordenadas 40° 08′ 48″ N, 83° 14′ 12″ O. Segundo o Departamento do Censo dos Estados Unidos, New Califórnia tem uma superfície total de 5.43 km², da qual 5.35 km² correspondem a terra firme e (1.53%) 0.08 km² é água.

## Demografia
Segundo o censo de 2010, tinha 1.411 habitantes residindo em New Califórnia. A densidade populacional era de 259,8 hab./km². Dos 1.411 habitantes, New Califórnia estava composto pelo 96.03% brancos, 1.13% eram afroamericanos, 0% eram amerindios, 1.63% eram asiáticos, 0% eram insulares do Pacífico, 0.14% eram de outras raças e o 1.06% pertenciam a duas ou mais raças. Do total da população 0.71% eram hispanos ou latinos de qualquer raça.